# Inselnotizen

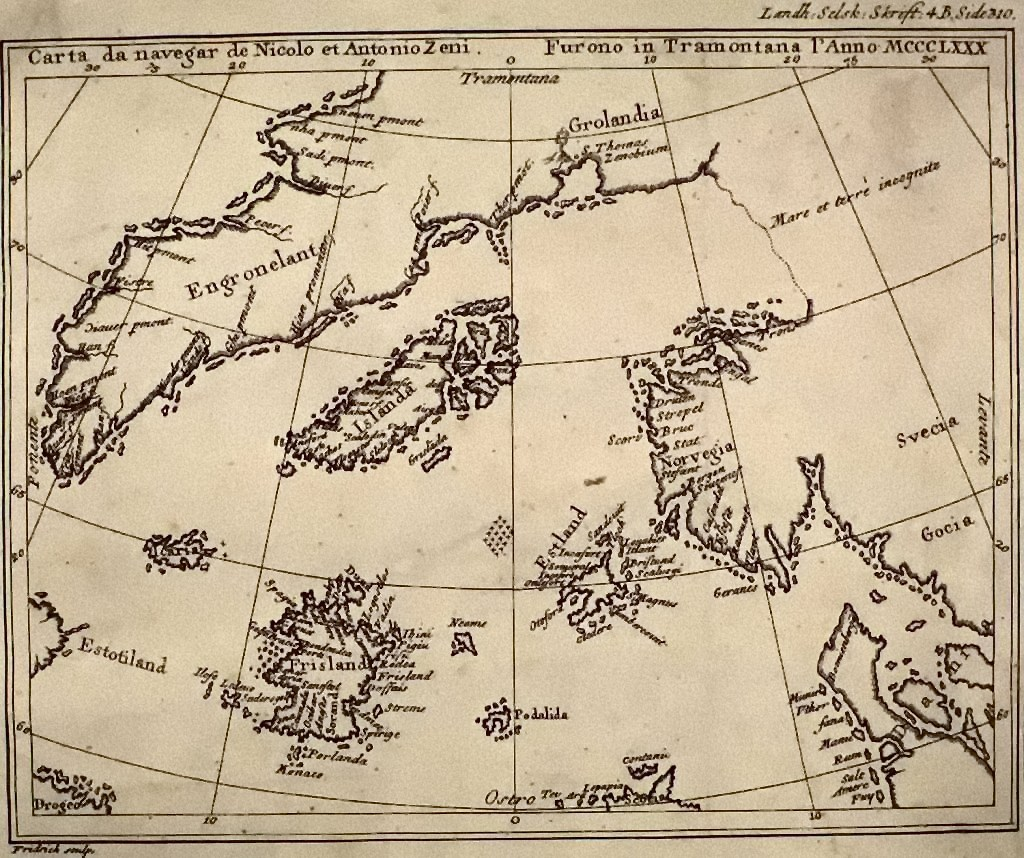
Frisland (Karte von Nicolo Zeno, 1558)

Inselnotizen ist ein Roman von Margaret Elphinstone, der 2002 unter dem englischen Titel Hy Brasil bei Canongate Books in Edinburgh erschien. Die Übersetzung ins Deutsche stammt von Marion Balkenhol.

## Zeit und fiktiver Ort
Die 25-jährige Britin Sidony Redruth aus Cornwall schreibt an einer Auftragsarbeit. Ein Reiseführer über die vulkanisch sehr aktive und trotzdem bewohnte Insel Hy Brasil soll entstehen. Sein Arbeitstitel lautet Unerforschte Inseln. Sidonys Notizen dazu sind vom 8. Mai bis zum 14. August 1997 datiert.
Hy Brasil, bereits im 17. Jahrhundert Piraten-Schlupfwinkel, soll nördlich des 42. Breitengrades nahe bei einem Seeweg von Europa nach Südamerika auf dem atlantischen Rücken liegen. Westlich von Hy Brasil liege Neufundland. Es verkehre eine Fähre nach Southampton. Der „Nachbar“ USA, also Nantucket, liege 2843 Seemeilen entfernt. Gesprochen wird Englisch. Kein Wunder – Hy Brasil wäre von 1812 bis 1958 die britische Kolonie Frisland gewesen.

## Inhalt
Eine Liebesgeschichte wird erzählt – die von Sidony und dem 27-jährigen Jared Honeyman.
Jareds Vater Jack wurde am 6. August 1979 als Verräter erschossen. Der Todesschütze war James Hook, Präsident des Inselstaates Hy Brasil. Tatzeugen sind zwei Gefolgsleute des Präsidenten. James Hook war im o. g. denkwürdigen Jahr 1958 mit einem Dutzend seiner Getreuen unbemerkt auf dem NATO-Stützpunkt Hy Brasil gelandet und hatte in einem Handstreich die anderthalb Jahrhunderte lange Kolonialherrschaft der Briten beendet. Möglich war das nur mit Duldung der US-Regierung gewesen. Überdies wäre James Hooks waghalsiges Kommando-Unternehmen ohne die maßgebliche Schützenhilfe eines Stützpunkt-Insiders, des Einheimischen Jack Honeyman, nicht ausführbar gewesen. Jahre später dann, als James Hook seine Macht als Präsident von Hy Brasil längst konsolidiert hatte, in jenem Jahr 1979 eben, war der einstige Mitverschwörer Jack Honeyman lästig, ja gefährlich für die Herrschenden geworden. Der inzwischen sozialistische Gewerkschafter Honeyman, der freie Wahlen im 4-Jahres-Turnus anmahnte, wurde vom Anhang des Präsidenten kurzerhand als Kommunist abgestempelt, als Spion der Engländer sogar und vom Präsidenten eigenhändig für immer mundtot gemacht.
Dummerweise hatte einer der beiden Tatzeugen des oben skizzierten politischen Mordes Aufzeichnungen von jenen im Handlungsjahr 1997 weit zurückliegenden Vorgängen verfertigt und diese an den Vater eines Freundes von Jared Honeyman gesandt. Sowohl der Empfänger jenes belastenden Schriftstücks als auch dessen Sohn sind verstorben. Als Jared in den Hinterlassenschaften des Freundes stöbert, schrillen im Umkreis des Präsidenten Hook die Alarmglocken. Jared wird unter dem erfundenen Vorwand des Drogenbesitzes inhaftiert. Der junge Mann hat das Schriftstück aber noch nie zu Gesicht bekommen. Er weiß nicht einmal von dessen Existenz. Jared weiß auch nicht vom Tode seines Vaters. Er wähnt den Vater in der Fremde. Zu seinem Glück hat Jared mehrere Freunde. Einer von diesen, der 40-jährige Ishmael Pereira, weiß um die alten Geschichten und findet jenen brisanten Brief. Damit presst er beim Präsidenten Hook den gefangenen Jared erfolgreich frei. Ishmael hat wirklich alle Trümpfe im Spiel gegen den Präsidenten Hook in der Hand. So weiß er zum Beispiel auch von der Duldung des einträglichen Drogenschmuggels durch die Insel-Regierung.
Das Happyend:
Der allein herrschende Präsident mischt sich unter das Volk und kommt bei dieser Gelegenheit um. Man besichtigt den Lavastrom während eines Vulkanausbruchs. Jared, inzwischen von Sidony über das Ende seines Vaters ins Bild gesetzt, begegnet dem Mörder seines Vaters in der Menge unter den Schaulustigen und kann von der Geliebten nur mit Mühe zurückgehalten werden. Der entfernt stehende Präsident taumelt und stürzt in die träge herabfließende Glut. Der Weg ist frei für demokratische Präsidentenwahlen. Ishmael Pereira macht das Rennen.
Sidony und Jared wollen eine Familie gründen. Das Paar versucht bereits vorehelich, die wunderlichen Neigungen des Partners zu tolerieren. Sidony darf weiter schreiben, doch nicht gar zu Privates. Jared darf weiter auf den Klippen Basstölpel beringen und nach Schätzen der versunkenen Cortes tauchen.

## Ungereimtes
In die deutsche Erstausgabe (Quelle) haben sich Fehler eingeschlichen, z. B.
- ... in dem er behauptet, Zeit nirgendwo real[17].
- ... von Käfern befallen ist, die wie nie zuvor hatten?[18]

## Deutsche Ausgaben
Quelle:
- Margaret Elphinstone: Inselnotizen. Roman. List Verlag, August 2005. 477 Seiten, ISBN 3-548-60543-5